# Spannlack
Spannlack ist ein spezieller Nitrozelluloselack, der im Flugzeug-, Flugzeugmodell- und Luftschiffbau eingesetzt wird, um aufgebrachtes Gewebe (Bespannung) zu imprägnieren und zu straffen.

## Geschichte
In der Anfangszeit der Fliegerei wurden verschiedene Versuche gemacht um die meist aus Holz gefertigten Grundstrukturen der Flugmaschinen mit einem möglichst wetterfesten, luftundurchlässigen und strapazierfähigen Gewebeüberzug zu versehen. Als am besten geeignet erwies sich hier bald ein Lack aus in Aceton gelöstem Celluloid oder Cellon. Der Vorgang des Durchtränkens und mehrmaligen Lackierens des Flugzeuges wurde auch als „Cellonieren“ bezeichnet.

## Vorgang
Nachdem die Holzstrukturen fertig verschliffen, gereinigt und eventuell gegen Pilzbefall imprägniert sind, wird auf alle Stellen, an denen später das Gewebe haften soll, ein sogenannter Klebelack (meist eingedickter Spannlack) aufgebracht. Ist dieser getrocknet, wird das Gewebe möglichst faltenfrei aufgelegt und der Klebelack durch das Gewebe hindurch aktiviert, indem die Stellen mit stark verdünntem Spannlack durchtränkt werden. Auf diese Weise ist der Stoff fixiert und es können weitere Arbeiten wie zum Beispiel das Aufbringen von schmalen Gewebebändern an später stark beanspruchten Stellen oder das Vernähen des Gewebes mit dem Gerüst (mittels Rundnadel) durchgeführt werden. Letzteres ist vor allem in konkaven Bereichen wie beispielsweise der Flügelunterseite nötig, da die spätere Spannkraft des Lackes die Bespannung dort wieder ablösen kann. Sodann erfolgt ein mehrmaliger Anstrich der gesamten Konstruktion mit verdünntem Spannlack, bis das Gewebe soweit durchtränkt und gefüllt ist, dass es luftundurchlässig wird. Der Spannlack bildet so die Matrix der Bespannung und gewährleistet die vollständige Verklebung mit der Grundstruktur der Bauteile. Die Eigenschaft, die dem Spannlack seinen Namen gibt, ist das Schrumpfen bei Verdunsten des Lösungsmittels. Somit wird die Bespannung gleichmäßig gestrafft und bildet eine relativ strapazierfähige Oberfläche vergleichbar einer Gewebefolie. Die Spannkraft des Lackes kann teilweise durch Zugabe div. Öle (z. B. Rizinus) beeinflusst werden. Der große Vorteil ist, dass sich Beschädigungen der Bespannung relativ leicht reparieren lassen, indem einfach ein Feld ausgeschnitten und danach mit Spannlack ein neues Stück Gewebe aufgeklebt wird. Auch Bauteile wie z. B. Sperrholzringe als Verstärkung für Seildurchführungen können einfach mit Spannlack aufgebracht und durch mehrmaliges Überlackieren mit dem Gewebe verbunden werden. Da Nitrozelluloselacke im Allgemeinen hygroskopisch sind, empfiehlt sich eine Abschlusslackierung mit einem (evtl. farbigen) wasserabweisenden Decklack.

## Luftschiffbau
Die Außenhüllen der Starrluftschiffe waren die vermutlich größten Anwendungen von Spannlacken in der Geschichte. Auch hier wurde die Baumwollbespannung durch mehrfaches Lackieren gespannt und imprägniert. Danach erfolgte eine äußere Lackschicht mit Pigmenten oder Aluminiumpulver. Bei den letzten beiden Zeppelin-Luftschiffen LZ 129 und LZ 130 waren jeweils rund 34.000 m² Stoff zu versiegeln.

## Flugzeugbau allgemein
Bis zum Aufkommen der blechbeplankten Ganzmetallflugzeuge war die offene Holm-Rippenbauweise und Fachwerkbauweise mit Gewebebespannung bis Mitte der 1930er Jahre Standard im Flugzeugbau. Auch die ersten modernen Tiefdecker-Jagdflugzeuge wie z. B. die Hawker Hurricane waren in ihren ersten Modellreihen noch in großen Teilen stoffbespannt. Aber auch während des Zweiten Weltkrieges wurde noch eine Stoffbespannung an vielen Bauteilen beibehalten, vornehmlich an Steuerklappen (z. B. bei der Me 163).

## Segelflugzeugbau
Bis zum Aufkommen der Kunststoff-Segelflugzeuge war die stoffbespannte Bauweise im Segelflugzeugbau üblich und wird auch heute noch häufig verwendet. Die ursprünglich eingesetzten Gewebe waren Baumwolle, Seide oder später Diolen. Nach und nach werden heute selbstklebende Gewebefolien eingesetzt, die unter Wärmeeinfluss schrumpfen und das Spannlackieren überflüssig machen.

## Modellbau
Hier ist der Vorgang ähnlich wie der vorher beschriebene. Allerdings wird die Bespannung (Bespannpapier, Seide, Kunstseide) zunächst mit einfachem Kleister aufgebracht und nach dem Trocknen des Kleisters durch die Spannlackierung mit der Gesamtstruktur verbunden. Das Bespannpapier wird nach dem Trocknen des Kleisters und vor der eigentlichen Lackierung nochmals leicht befeuchtet, woraufhin es nach dem Trocknen schon strafft und Falten verschwinden. Auch hier muss vor dem Lackieren eine vollständige Trocknung erfolgt sein, anderenfalls wird der sonst transparente Spannlack weiß und schlierig. Im Modellbau wird meist auf einen Decklack verzichtet, stattdessen sind voreingefärbte Spannlacksorten erhältlich. Zum Trocknen müssen leichte Bauteile in eine Helling (Bauvorrichtung) eingespannt werden, da die starken Zugkräfte beim Trocknen des Lacks ein Verziehen der gesamten Struktur bewirken können. Aus demselben Grund müssen die korrespondierenden Ober- und Unterseiten eines Bauteils gleichzeitig lackiert werden.

## Verdünnung
Zum Verdünnen, Lösen oder Pinselreinigen verwendet man die sogenannte Nitroverdünnung oder -lösung. Sie besteht in der Regel aus Estern und anderen Kohlenwasserstoffen. Alternativ kann auch Universalverdünnung verwendet werden, es kann aber vorkommen, dass ölige Bestandteile in Universalverdünnungen die Spannkraft beeinträchtigen oder aufheben.

## Gefahren
Spannlack ist stark lösungsmittelhaltig. Also sollte die Verarbeitung nur bei bester Belüftung erfolgen. Alle bekannten Lösungsmittel sind leicht brennbar und bilden bei entsprechender Konzentration entzündliche Dämpfe. Auch im getrockneten Zustand sind Spannlacke oft sehr brennbar (ähnlich Celluloid).